# Martin Fenin
Martin Fenin (Cheb, 16 de abril de 1987) é um futebolista tcheco que atua como atacante. Atualmente, joga pelo Istres.

## Carreira
René Bolf representou a Seleção Checa de Futebol, na Eurocopa de 2008. 